# 矢場とん

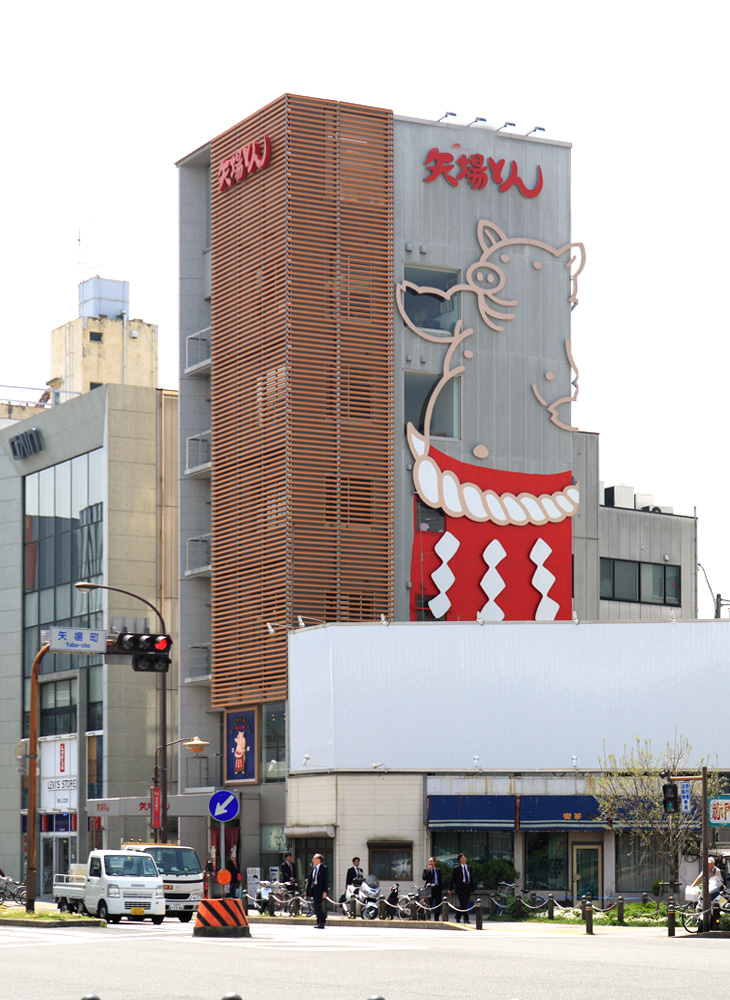
矢場とん新本店（2008年4月）

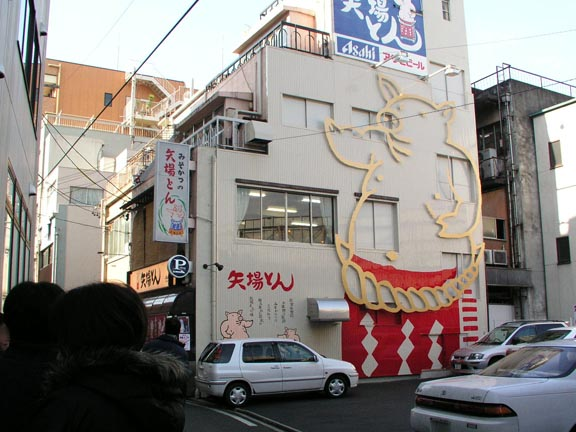
矢場とん本店旧建屋（現在の本店建屋は駐車場を挟んだ向かい側、表通り沿いにある）。現在は、関連会社レストランわらじやに改装。

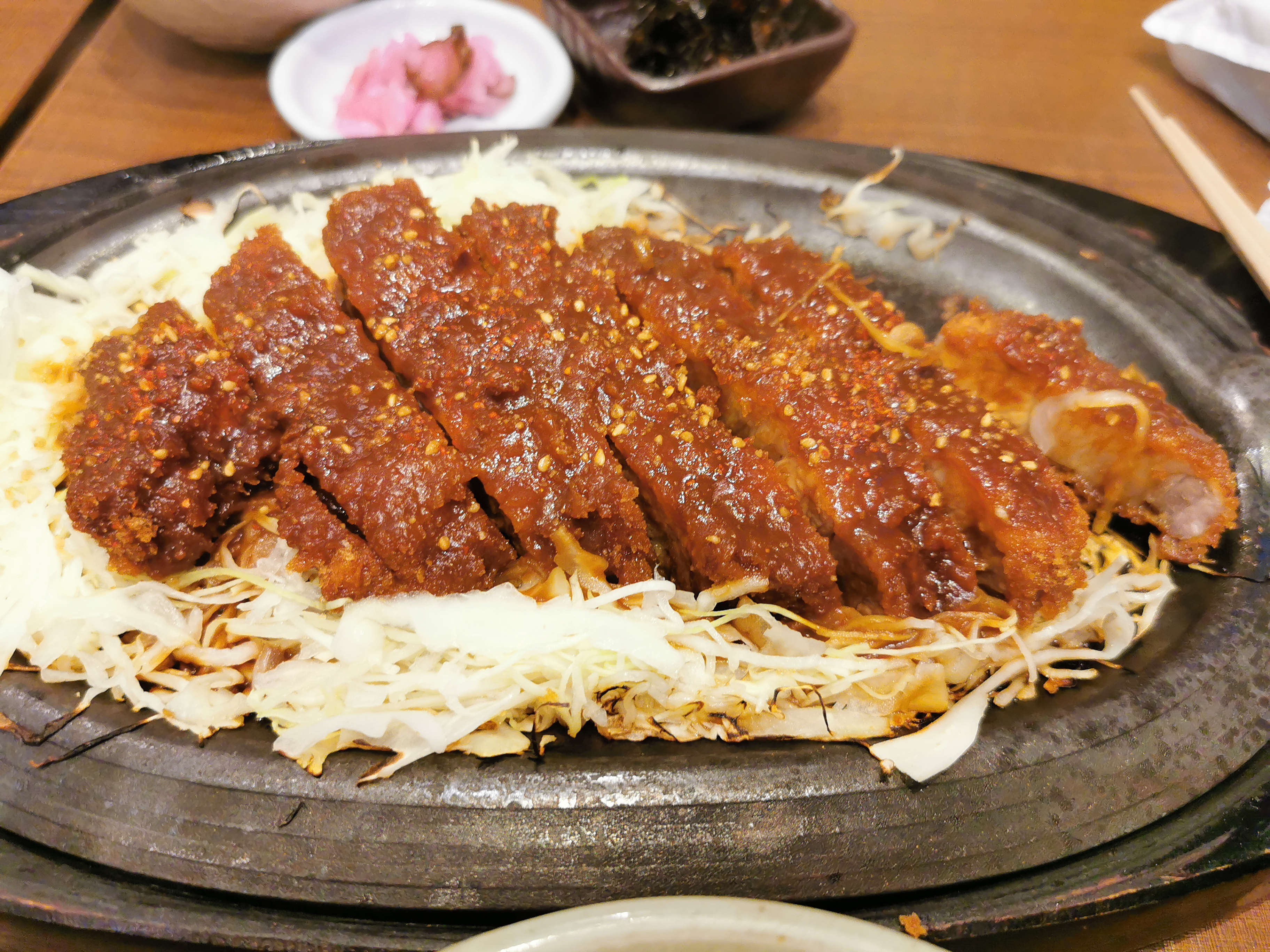
矢場とんの鉄板とんかつ

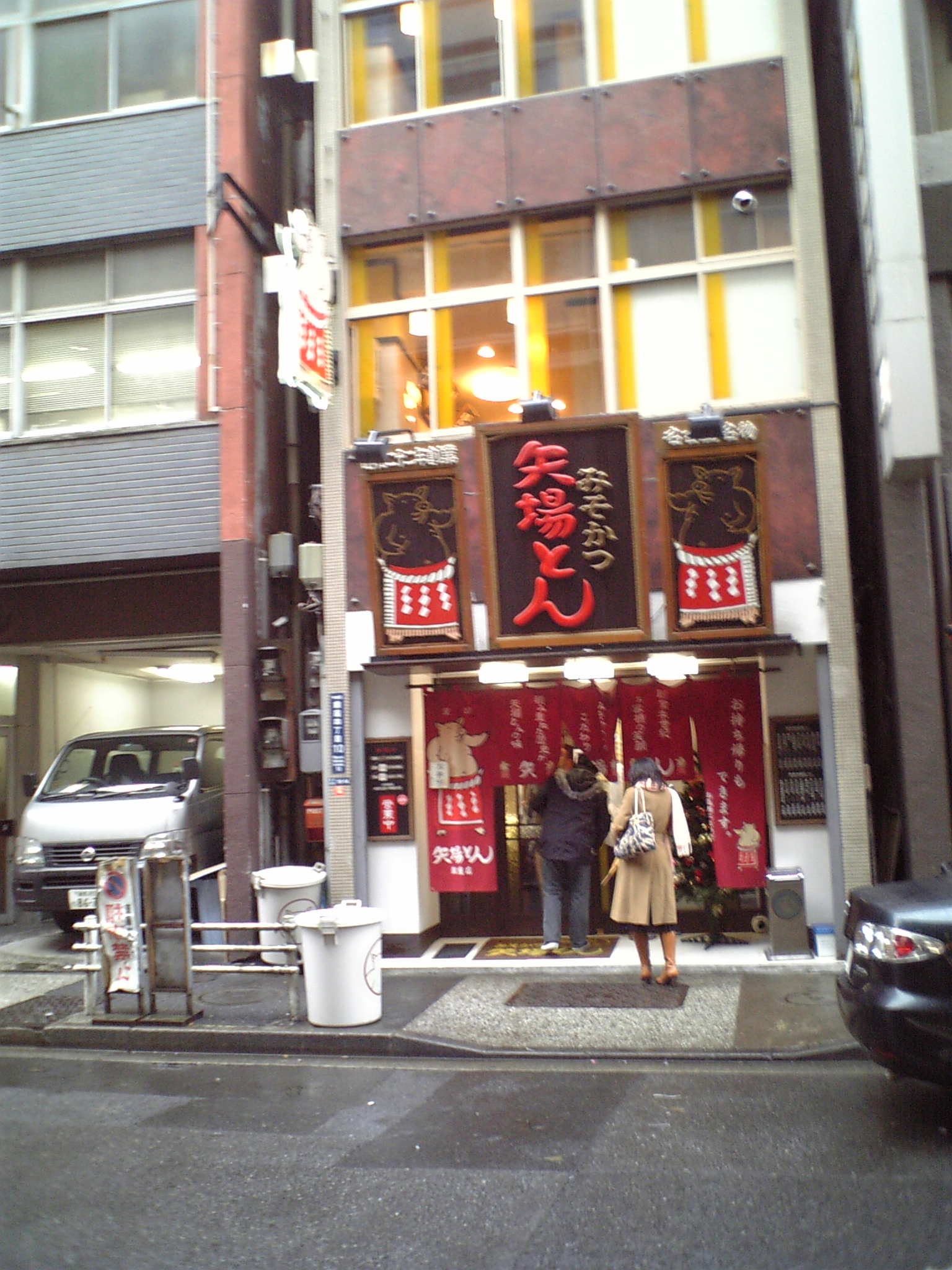
銀座店

株式会社矢場とん（やばとん）は、愛知県名古屋市中区大須にあるトンカツの専門店を運営する企業。

## 概要
1947年（昭和22年）5月創業。1951年（昭和26年）1月に有限会社として法人化、2006年（平成18年）に株式会社に改組。
味噌カツ専門店である。
店名は創設時の名称「矢場のとんかつ」を略称したことから。矢場とは本店所在地の矢場町のことで、現在の大須にあたる。店舗は愛知県に12店（うち名古屋市内に9店）、大阪府に4店、東京都に2店、三重県、富山県に各1店存在する。かつては福岡県と福島県にも各1店舗存在していたが閉店した。
タイ王国のホテル事業会社とフランチャイズ契約を結んで、2014年（平成26年）11月にバンコクに開店し、海外に初進出した。
2016年（平成28年）6月に大阪松竹座に開店し、関西に初進出した。
上記以外にもテイクアウトのみ可能な「お持ち帰り専門店」が3店（名古屋市内2店、東京都1店）存在する。
メニューには、みそカツ丼の他、鉄板とんかつ、わらじとんかつ、串かつなどがある。定食屋だった頃の名残りで、カレーライスもメニュー表に掲載されており、このカレーライスは創業当時からあるメニューでもある。2009年（平成21年）2月中旬、名古屋の食品卸会社・トーカンと共同開発した「矢場とんのなつかしカレー」が発売されている。
矢場とんのみそだれは、当初はドロリとした味噌だれだったが、途中からどろりとした黒に近い色のものではなく、さらりとした茶色に近いクドみのないもので、載せるというより浸ける。みその旨みが豚の身や脂の甘さを引き立たせる。地元の人が他店などで日頃よく食べるみそかつよりライトな味わいである。
CMに関して、2011年（平成23年）頃まではキャンペーンなどを中心にラジオCMを流す程度だったが、2012年（平成24年）途中頃からオリジナルソングを作成・TVCM、ラジオCM（オリジナルソングをそのまま放送）を放送している。
2015年（平成27年）4月、硬式野球部「矢場とんブースターズ」を設立し、日本野球連盟にクラブ登録として加盟した。
2019年（令和元年）10月6日、オリジナルアニメ「大須のぶーちゃん」を製作した。

## 横綱ぶた
「横綱ぶた」は矢場とんのマスコットキャラクターで、その名の通り横綱を締めた豚である。矢場町本店の外壁に大きく金色で描かれている。
ただし、「横綱ぶた」という正式な名前はあまり使われず、公式ホームページ上でも「ブーちゃん」と呼んでいることがある。利用客も「ブタちゃん」「ブー」「トンちゃん」「トン様」など様々に呼んでいる。横綱ぶたのイラストのついたTシャツ、タオル、マグなどのキャラクターグッズも店で販売している。
本店限定であるが、横綱ぶたTシャツを着て来店すると串カツ1本の無料サービスを実施していた時期があった。2007年（平成19年）10月現在は、Tシャツ着用で来店すると、長島店を除く全店で着てきた人だけが知ることの出来る『美味しいサービス』が受けられる。
上記のアニメでは落合福嗣がぶーちゃん（横綱ぶた）の声優を担当している。

## 中日ドラゴンズとの関係
矢場とんは地元のプロ野球球団である中日ドラゴンズとの関係が深いことでも知られる。星野仙一をはじめ、矢場とんに通った歴代の選手が寄贈したユニフォームが店内に飾られている。ドラゴンズがナゴヤ球場を本拠地としていた時代には同球場で矢場とんの「みそかつ弁当」が販売されていた。ナゴヤドーム移転後もしばらくは販売されていたが2・3年で諸事情により発売中止、その後2010年（平成22年）8月から発売が再開されている。
弁当の発売が中止になった時期からは関係がやや疎遠になっていたが、2006年（平成18年）になって店名に因み「8810（やばとん）」の背番号のドラゴンズのユニフォームを着た横綱ぶたを描いたタオルが発売された。
ドラゴンズの北陸遠征（富山県・石川県で開催される2連戦。通称・北陸シリーズ）で、試合が行われる球場のバックネット裏などに、広告看板が設置されることがある。
また、ナゴヤドーム（バンテリンドーム名古屋）で開催するドラゴンズの公式戦で試合ごとに協賛する「ゲーム・スポンサー」に参加しており、その時の試合には「名古屋名物みそかつ矢場とんナイター」とタイトルが付けられている。

## 商標権問題
2008年（平成20年）、韓国のソウルに矢場とんの模倣店「YABATON」が営業し、無断で商標登録を行っていた。名古屋の矢場とん側は韓国の特許庁に異議を申し立てるも、韓国では有名ではないとして申し立ては認められなかった。
また、韓国の公正取引委員会にも異議申し立てを行っていたが模倣店側が商標権の譲渡を行う事で和解したため申し立ては取り下げられる事となった。

## カンボジア小学校建設プロジェクト
矢場とんはカンボジア小学校建設プロジェクトを実施している。これは、2002年（平成14年）にカンボジアのアンコール・ワットを訪問した、女将の鈴木純子の発案である。物乞いをする子どもたちの姿に衝撃を受けて「カンボジア小学校建設プロジェクト」を開始した。店内に募金箱を設置し集まった寄付金や協賛企業の支援金を原資として、カンボジアに小学校を建設。2008年（平成20年）9月10日現地で初めて開いた小学校の開校式が行われた。2019年（平成31年）4月現在で5校の小学校を開校している。

## 矢場とん子ども基金
2017年（平成29年）10月に一般財団法人「矢場とん子ども基金」を設立。活動の一環として、2018年（平成30年）1月18日に第1回「子ども食堂」が開店した。

## 店舗と所在地
詳細は公式サイト「店舗のご案内」を参照。

## 事業所
- 本社：愛知県名古屋市中区大須四丁目1番の71号矢場町中駒ビル
- 株式会社なごや矢場とん：愛知県名古屋市昭和区鶴舞二丁目5番29号
- セントラルキッチン：愛知県名古屋市中区千代田四丁目8番14号
- 株式会社矢場とんホールディングス：愛知県名古屋市中区大須四丁目10番の14号グランドールYHD1階

## 交通機関
- 名古屋市営地下鉄名城線「矢場町駅」4番出口から、大須方向に徒歩で約5分。
- 名古屋市営地下鉄名城線・鶴舞線「上前津駅」9番出口から、矢場町方向に徒歩で約5分。

## テレビ番組
- 日経スペシャル カンブリア宮殿 「みそかつ」を名古屋名物に！ 人情女将の細腕繁盛記！（2016年5月12日、テレビ東京）[8]

## 書籍

### 関連書籍
- 『脱・家族経営の心得 名古屋名物「みそかつ矢場とん」素人女将に学ぶ』（著者:藤沢久美）（2008年8月11日、幻冬舎）ISBN 9784344996397

### 広報資料・プレスリリースなど一次資料
1. 1 2 3 4 5 6 7 8  矢場とん. “矢場とん会社概要”. 2014年4月6日閲覧。
2. ↑  矢場とん. “店舗のご案内&ニュース”. 2014年4月6日閲覧。
3. 1 2  矢場とん. “カンボジア小学校建設プロジェクト 活動内容”. 2014年4月6日閲覧。